# Seiyo
Seiyo (西予市, Seiyo-shi) est une ville située dans la préfecture d'Ehime, au Japon.

## Géographie

### Situation
Seiyo est située sur la côte ouest de l'île de Shikoku, au bord de la mer intérieure de Seto.

### Démographie
En septembre 2022, La ville de Seiyo avait une population de 35 405 habitants, répartis sur une superficie de 514,34 km2.

### Climat
Seiyo a un climat subtropical humide caractérisé par des étés chauds et des hivers frais avec de légères chutes de neige. La température moyenne annuelle à Seiyo est de 15,3 °C. La pluviométrie annuelle moyenne est de 1 663 mm, septembre étant le mois le plus humide.

## Histoire
La région de Seiyo faisait partie de l'ancienne province d'Iyo. Au cours de l'époque d'Edo, la région faisait partie des exploitations du domaine d'Uwajima.
La ville moderne de Seiyo a été créée le 1er avril 2004 de la fusion des bourgs d'Akehama, Nomura, Shirokawa, Uwa et Mikame.

## Culture locale et patrimoine
- École Kaimei
- Meiseki-ji, 43e des 88 temples du pèlerinage de Shikoku.

## Transports
La ville est desservie par la ligne Yosan de la JR Shikoku.